# Семит (приток Ашита)
Семит — река в России, протекает в Арском и Атнинском районах Татарстана. Устье реки находится в 61 км по левому берегу реки Ашит. Длина реки составляет 24 км, площадь водосборного бассейна — 153 км².
Исток реки северо-восточнее села Новый Кырлай. Река течёт на запад по безлесой местности, протекает деревни Кшкар, Новый Кишит, Старый Кишит, Большой Менгер, Старый Менгер, Мендюш. Приток — река Ага (левый). Впадает в Ашит севернее села Большая Атня. Ширина реки перед устьем — 15 м.

## Данные водного реестра
По данным государственного водного реестра России относится к Верхневолжскому бассейновому округу, водохозяйственный участок реки — Волга от Чебоксарского гидроузла до города Казань, без рек Свияга и Цивиль, речной подбассейн реки — Волга от впадения Оки до Куйбышевского водохранилища (без бассейна Суры). Речной бассейн реки — (Верхняя) Волга до Куйбышевского водохранилища (без бассейна Оки).
По данным геоинформационной системы водохозяйственного районирования территории РФ, подготовленной Федеральным агентством водных ресурсов:
- Код водного объекта в государственном водном реестре — 08010400712112100001708
- Код по гидрологической изученности (ГИ) — 112100170
- Код бассейна — 08.01.04.007
- Номер тома по ГИ — 12
- Выпуск по ГИ — 1